# 町田健一
町田 健一（まちだ けんいち、1949年5月11日 - ）は、日本の教育学者。国際基督教大学教授を定年退職後、北陸学院大学学長、北陸学院大学短期大学部学長を務めた。

## 人物・経歴
東京都杉並区生まれ。1968年日本三育学院高等学校卒業。1973年東京学芸大学教育学部数学科卒業。1976年国際基督教大学大学院教育学研究科理科教育法･物理専攻修了。1984年カリフォルニア大学リバーサイド校大学院教育学研究科教育心理学専攻修了、Ph.D.。日本三育学院中学校教諭、広島三育学院中学校教諭を経て、1992年国際基督教大学助教授。1997年同準教授。2003年同教授。2015年定年退職、北陸学院大学学長、北陸学院大学短期大学部学長。専門は教育学で、日本キリスト教教育学会会長、日本教師教育学会常任理事、全国私立大学教職課程協会副会長なども歴任した。